# Asclepíades de Mírlia
Asclepíades de Mírlia, en llatí Asclepiades, en grec antic Ἀσκληπιάδης, fou un escriptor i historiador grec nascut a Mírlia a Bitínia, o potser a Nicea.
Fill de Diòtim i deixeble d'Apol·loni Rodi, va viure en el temps de Pompeu el gran quan va ensenyar gramàtica a Roma. Com que Suides el situa cent anys abans s'ha suposat que hi podia haver dos Asclepíades de Mírlia, un seria l'avi i l'altre el fill o el net. Segurament va residir un temps a Hispània i va deixar una relació de les tribus d'aquest territori (περιήγησις τῶν ἐθνῶν), que utilitza Estrabó.
Es creu que va ser autor de diverses obres en grec, de les que només en queden alguns fragments.
- περὶ γραμματικῶν, Sobre els gramàtics, segons Suides.
- περὶ Κρατίνου, una obra sobre el poeta Cratí d'Atenes.
- Una obra titulada περὶ Νεστορίδος
- ὑπόμνημα τῆς Ὀδυσσείας, Notícia de l'Odissea
- Una història de Bitínia (Βιθυνικά) de com a mínima 10 llibres.

Generalment se'l considera autor d'una història d'Alexandre el Gran esmentada per Arrià.
Ateneu de Nàucratis creu que Asclepíades un escriptor grec, fill d'Arei, que va escriure un treball sobre Demetri de Falèron, podria ser el mateix personatge que Asclepíades de Mírlia del que diu que va néixer a Nicea.